# Spatholobus maingayi
Spatholobus maingayi är en ärtväxtart som beskrevs av George King. Spatholobus maingayi ingår i släktet Spatholobus och familjen ärtväxter. Inga underarter finns listade i Catalogue of Life.